# Klaus Wissel
Klaus Wissel (* 3. August 1924 in Havelberg; † 7. November 1957 bei Suakin) war ein deutscher Unterwasserfotograf und -filmer und Teilnehmer an der Zweiten Xarifa-Expedition von Hans Hass. Er war ein Sohn des Bildhauers Hans Wissel.

## Leben
Klaus Wissel gründete 1951 in München gemeinsam mit Otto von Frisch die Arbeitsgemeinschaft für Unterwasserforschung (AFU), ähnlich wie es bereits einige Jahre zuvor Rupert Riedl an der Universität Wien initiiert hatte. Wissel und von Frisch studierten Zoologie an der Universität München. Im Gegensatz zu von Frisch schloss Wissel aus finanziellen Gründen das Studium nicht ab, sondern wandte sich kurz vor seiner Promotion dem Sporttauchen und der Unterwasserfotografie zu. Er betätigte sich bald hauptberuflich als Journalist, Unterwasserfotograf und -filmer und schrieb unter anderem Beiträge in der Illustrierten „Quick“ und dem Fachmagazin „Delphin“. Zwei seiner Unterwasserfilme („In ihrem Element“ und der Farbfilm „Blaues Licht“) wurden bei dem Deutschen Unterwasserfilmfestival vom Verband Deutscher Sporttaucher 1956 in Hamburg ausgezeichnet.
Anfang 1957 wurde Wissel von dem Meeresforscher Hans Hass als Nachfolger von Alfons Hochhauser eingestellt, um sein Forschungsschiff Xarifa für die nächste Expedition vorzubereiten und mit allen erforderlichen technischen Ausrüstungen auszustatten. An der Expeditionsfahrt, die am 15. Oktober 1957 begann, nahm Wissel als Tauchlehrer, Kameramann und Techniker teil. Schon nach nur drei Wochen Fahrt kam Wissel am 7. November 1957 bei einem Tauchgang am Shaab Anbar bei Suakin vor der sudanesischen Küste ums Leben. Vom Schiffsarzt wurde Herzversagen aufgrund eines angeborenen Herzfehlers diagnostiziert. Sein Leichnam wurde auf See bestattet. 
Schon früher hatte der ausgewiesene Tauchmediziner Dr. med. Josef Peter Reusch (Trier), seit etwa 1963 Arzt im Präsidium der Deutschen Lebens-Rettungs-Gesellschaft e. V. (DLRG), bei Wissel einen Herzfehler festgestellt (Jahr nicht bekannt). Gleichwohl war dieser Herzfehler nicht ursächlich für Wissels Tod. Er starb lt. Reusch an Kreislaufversagen infolge Kohlensäurevergiftung, was bewiesen wurde.